# Mira (2022)
Mira (russisch Мира) ist ein russischer Science-Fiction-Katastrophenfilm des Regisseurs Dmitri Kisseljow aus dem Jahr 2022. Die Filmlänge beträgt 116 Minuten. Der Film handelt von Familienwerten und der Liebe zu Familie und Freunden. Die Hauptrollen spielen Weronika Ustimowa und Anatoli Bely.
Der Kinostart war am 22. Dezember 2022. In Russland wurde der Film in der Nacht des 18. Dezember 2022 veröffentlicht, wie von Perwy kanal beworben.

## Handlung
Die 15-jährige Valeria „Lera“ Arabova lebt mit ihrer Mutter Swetlana, ihrem Stiefvater Boris und ihrem 8-jährigen Halbbruder Jegor in Wladiwostok. Sie leidet unter Pyrophobie, nachdem sie in jungen Jahren einen Brand in einem Aufzug überlebt hatte, der zur Scheidung ihrer Eltern führte. Ihr Vater, Flugingenieur Valery Arabov, Mitglied der Raumstation Mira, nutzt Satellitentechnologie und künstliche Intelligenz, um sie zu überwachen, aber ansonsten bleiben beide entfremdet.
Arabovs Team beobachtet einen Meteoritenschauer, der über dem Westpazifik auftauchen soll und harmlos erscheint. Sein Kollege Igor Khripunov warnt jedoch vor der möglichen Gefahr, das der Meteoritenschauer aufgrund von kurzfristigen Größen- und Flugbahnänderungen weite Gebiete in Fernost, Russland, Korea, Japan und Australien gefährdet. Aufgrund eines Anrufes ihres Vaters wird Lera Zeuge von Meteoriteneinschlägen in ihrer Heimatstadt und entkommt nur knapp aus dem Wohngebäude. Dabei trifft sie auf ihren Schulkameraden Mischa, eine Explosion trennt sie jedoch wieder.
Lera beschließt, sich mit ihrem Vater zu vereinen und ihre Heimatstadt zu retten.

## Produktion
Der Katastrophenfilm Mira wurde 2021 bei der Russischen Filmförderung eingereicht, erhielt jedoch keine Förderung.
Die Regie führte Dmitri Kisseljow, die Hauptrollen wurden Weronika Ustimowa und Anatoli Bely übertragen. Die Filmgesellschaft Mars Media Entertainment war zusammen mit AMedia für die Produktion des Films verantwortlich, mit Unterstützung der Filmförderung.
Für das Projekt mit einem Budget von 540 Mio. Rubel erhielt der Film nur einmal eine Finanzierung in Höhe von 187 Mio. Rubel. Im Sommer 2022 beantragten die Produktionsfirmen weitere 163 Mio. Rubel bei der Filmförderung.

### Dreharbeiten
Die Dreharbeiten dauerten von Anfang August bis Anfang November 2021 in Moskau, der Oblast Moskau und in Wladiwostok.

### Postproduktion
Für die visuellen Effekte zeichnete Main Road Post verantwortlich, die zuvor an den Filmen Attraction und Attraction 2 – Invasion gearbeitet hatten.

### Marketing
Der erste Teaser-Trailer zu Mira erschien am 24. Oktober 2022.

## Veröffentlichung
Mira wurde weltweit am 22. Dezember 2022 vom Filmverleih "Cinema Atmosphere" uraufgeführt. In Russland feierte der Film am 18. Dezember um 19 Uhr Moskauer Zeit in den Kinos Premiere sowie am 19. Dezember in anderen Teilen Russlands. In Deutschland ist der Film ab Februar 2024 auf DVD und BluRay von "Cherrybomb Films" unter dem Titel "Last Signal" verfügbar.

## Filmkritik
Der Film wurde von Kritikern und Publikum allgemein positiv aufgenommen, wobei die schauspielerischen Leistungen, die Spezialeffekte und die Geschichte gelobt wurden, auch wenn die Länge des Films kritisiert wurde.